# Einband-Europameisterschaft 1970

Logo CEB (ausrichtender Verband)

Veranstaltungsort: Apeldoorn

Die Einband-Europameisterschaft 1970 war das 18. Turnier in dieser Disziplin des Karambolagebillards und fand vom 19. bis zum 22. Februar 1970 in Apeldoorn statt. Es war die dritte Einband-Europameisterschaft in den Niederlanden.

## Geschichte
Zum siebten Mal in Folge ging der Titel des Europameisters im Einband an den Antwerpener Raymond Ceulemans. Wieder zeigte er seine Überlegenheit in dieser Disziplin, indem er alle Partien gewann. Das Durchschnittsniveau dieser EM lag deutlich unter den letzten Turnieren. Zum dritten Mal gab es einen belgischen Doppelsieg mit Ceulemans und Ludo Dielis. Nach 1950, der ersten Einband-EM, gewann der Franzose Roland Dufetelle seine zweite Bronzemedaille. Für den 26-jährigen Günter Siebert, der im Januar in Berlin erstmals Deutschen Einband-Meister wurde, verlief das Turnier sehr gut mit einem vierten Platz im Endklassement.

## Turniermodus
Es wurde im Round Robin System bis 200 Punkte gespielt. Es wurde mit Nachstoß gespielt. Damit waren Unentschieden möglich.
Bei MP-Gleichstand wird in folgender Reihenfolge gewertet:
1. MP = Matchpunkte
2. GD = Generaldurchschnitt
3. HS = Höchstserie

## Abschlusstabelle

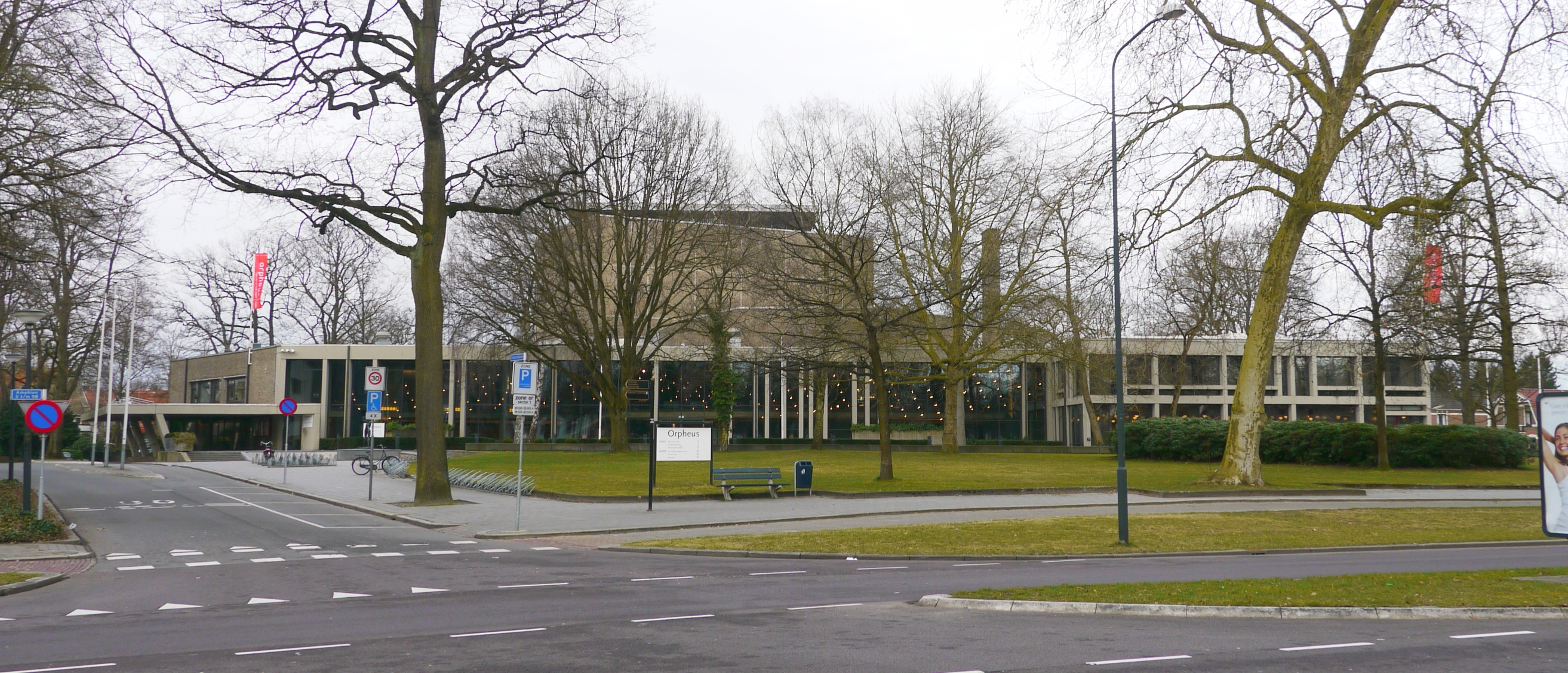
Theater Orpheus, Winter 2011

| MP    | Match Points (Sieger = 2; Unentschieden = 1; Verlierer = 0) |
| Pkte. | Erzielte Karambolagen                                       |
| Aufn. | Benötigte Versuche                                          |
| GD    | Generaldurchschnitt                                         |
| BED   | Bester Einzeldurchschnitt eines Spielers                    |
| HS    | Höchstserie                                                 |
|       | Bester GD des Turniers                                      |
|       | Bester ED des Turniers                                      |
|       | Beste HS des Turniers                                       |
|       | 1. Platz (Gold)                                             |
|       | 2. Platz (Silber)                                           |
|       | 3. Platz (Bronze)                                           |

| Platz                     | Name              | MP   | Pkte. | Aufn. | GD   | BED   | HS |
| ------------------------- | ----------------- | ---- | ----- | ----- | ---- | ----- | -- |
| 1                         | Raymond Ceulemans | 14:0 | 1400  | 142   | 9,85 | 13,33 | 92 |
| 2                         | Ludo Dielis       | 12:2 | 1287  | 229   | 5,62 | 8,00  | 71 |
| 3                         | Roland Dufetelle  | 10:4 | 1279  | 218   | 5,86 | 6,89  | 39 |
| 4                         | Günter Siebert    | 8:6  | 1252  | 246   | 5,08 | 6,66  | 36 |
| 5                         | Henk de Kleine    | 6:8  | 1173  | 212   | 5,53 | 8,33  | 55 |
| 6                         | Alejandro Munoz   | 4:10 | 1139  | 229   | 4,97 | 6,89  | 47 |
| 7                         | Otto Hitzinger    | 2:12 | 961   | 229   | 4,19 | 5,26  | 41 |
| 8                         | Mario Ribeiro     | 0:14 | 708   | 215   | 3,29 | –     | 19 |
| Turnierdurchschnitt: 5,34 |                   |      |       |       |      |       |    |